# ヤマハ・BB
ヤマハ・BBは、ヤマハ株式会社が発売するエレクトリックベースである。
BBは、「Broad Bass」の略。　

## 概要
SB-2、SB-7Aといった1960年代に発売されたSBシリーズを経て、1977年に初代モデルが発売。以降、長年に渡って同社を代表するエレクトリックベースとして存在する。
1977年に発売された当初は『BB1200』『BB1000』『BB800』の3シリーズがラインナップされ、翌年1978年に『BB1200』のリアにシングルピックアップを追加した『BB2000』が発売された。現在のBBの原型が出来上がる。
1980年に『BB3000』、1984年にシリーズ初の5弦ベース『BB5000』が登場するなど、国産エレクトリックベース雄として存在感を増していった。
発売から40周年となる2017年にラインナップを『BBPro』『BB700』『BB400』『BB200』に一新され、デザインやピックアップ構成は継承しつつ、新技術によって生まれ変わった。

## 特徴
発売された時期によってスペックが大幅に変更される。
初代モデルはスプリット・シングルコイルピックアップ一基のシンプルな構成であったが、『BB2000』の登場以降はバーポールピースタイプのシングルコイルピックアップをブリッジ側に配置したPJタイプが基本仕様となっている。
『BB1000』『BB800』がボルトオン方式に対して、『BB1200』以上の上位のモデルはスルーネック方式になっている。
2017年より登場した現行モデルでは全てのラインナップがボルトオン方式に変更されており、『BBPro』『BB700』『BB400』には通常の4点ボルトに加えてボディ裏から斜めに2点ボルトを追加する「マイター・ボルティング方式(6点ボルトオン)」を採用している。また、『BB200』以外のモデルではブリッジは通常の弦通しの方式とボディ裏から45度の角度をつけて弦を通す方式の2つから選択できるようになっている。ボディ裏から通すことによってブリッジサドル部支点での弦にかかる曲げストレスを軽減する事ができる。

## 使用ミュージシャン
- ビリー・シーン
- ネイザン・イースト
- バリー・スパークス
- ポール・マッカートニー - 1980年の来日公演決定の際にヤマハ社がプレゼントし、1979年のイギリスツアーや「テイク・イット・アウェイ」のPVなどで使用。
- ジェイムズ・ロメンゾ（元メガデス）
- マイケル・アンソニー（元ヴァン・ヘイレン）
- ジミー・ベイン（元レインボー）
- トニー・カナル（英語版）（ノー・ダウト）
- 櫻井哲夫（元CASIOPEA、JIMSAKU）
- 渡辺建（元PRISM）
- 亀田誠治（東京事変）
- 武田祐介（RADWIMPS）
- 飯田祐馬（KANA-BOON）
- 安井英人（BIGMAMA）
- 森本夏子（bonobos）
- 長谷川カオナシ（クリープハイプ）
- Kamikaze Boy（MAN WITH A MISSION）